# Idgia flavithorax
Idgia flavithorax is een keversoort uit de familie Prionoceridae. De wetenschappelijke naam van de soort is voor het eerst geldig gepubliceerd in 1927 door Pic.